# TrueSpace
TrueSpace é um software proprietário gratuito de modelagem tridimensional que permite renderização de imagens e animações, desenvolvido por Caligari Corporation, adquirida pela Microsoft.
Foi descontinuado em maio de 2009, mas continuou com suporte informal, até fevereiro de 2010, pelo menos. Atualmente, está disponível gratuitamente, sem restrições, diretamente do site oficial.